# Бирюков, Юрий Евгеньевич (артист цирка)
Юрий Евгеньевич Бирюков (11 января 1936 — 21 июня 2020) — советский и российский цирковой артист, жонглёр-акробат, дрессировщик лошадей. Заслуженный артист Российской Федерации (1998).

## Биография
Родился 11 января 1936 года в семье работника цирка — клоуна Евгения Яковлевича Бирюкова (1908—1986)
Окончил Государственное училище циркового искусства в 1957 году и ГИТИС в 1977 году (режиссура цирка). Начинал свою профессиональную деятельность как жонглёр, сочетая жонглирование с прыжковой акробатикой. В 1967—1987 годах выступал в дуэте со своей женой — Зинаидой Бирюковой (род. 1936). В 1977—1987 они вместе выступали как дрессировщики лошадей, став лауреатами Всесоюзного конкурса циркового искусства в 1982 году. В 1990-х годах в его номере «Свобода» одновременно участвовали от 12 до 18 лошадей и балетная группа. Как режиссёр поставил несколько номеров, включая «Комический эквилибр на лестнице» (исполнитель Пётр Раев), «Диана-охотница» (исполнительница Вера Хорькина). Гастролировал по СССР и России.
Юрий Бирюков был также коллекционером — в его квартире были собраны фигурки клоунов (фарфоровые, фаянсовые, игрушечные); статуэтки коней каслинского литья и стеклянные; литографии и картины о цирке; фотографии, афиши, буклеты, программки, открытки и значки, посвященные цирку. В этой коллекции имелись художественный конверт и дымковская игрушка (автор Е. В. Племянникова), изображающие фрагмент конного номера самого Юрия Бирюкова.